# 라스무스 엘름
라스무스 크리스토페르 엘름(Rasmus Christoffer Elm, 1988년 3월 17일 ~ )은 스웨덴의 전 축구 선수이다. 현재는 칼마르 FF에서 코치로 활동하고 있다. 형제로는 같은 축구 선수인 칼마르 FF에서 함께 뛰었던 다비드 엘름과 빅토르 엘름이 있다.